# 心機
心機，或所謂的心計、心眼、城府等，本指「心思」或「計謀」，但現在一般指的是用不正當、欺騙、操縱、隱瞞或別有所指（如講出事實甲，但搬出事實甲在給定的場合暗示乙是壞人或乙的主意不值得被採用等）等不誠實或不夠誠實且可能傷害他人的手段達成目的的行為，或指做事情時另有未告知且不夠善意或高尚的動機的行為。總地言之就是對各種不夠誠實且可能對傷害他人的蓄意行為的總稱，一般有負面意涵。此詞彙常常與「陰險」、「奸詐」、「爾虞我詐」、「勾心鬥角」等詞彙關聯。而耍心機的行為又稱「搞小動作」、「算計」等等。
雖然不誠實的行為常與馬基維利主義等黑暗三角人格特質相關聯，而耍心機指的是各種不夠誠實且帶有目的的行為，但不能因此認定耍心機的人都是高黑暗三角人格特質的人，或只有高黑暗三角人格特質的人才會耍心機，而實際上任何人都有可能出於利害或仇恨而主動耍心機對付他人，對耍心機、勾心鬥角等行為深痛惡絕或平時為人善良正直，也不代表不會耍心機；常常耍心機的人會得到陰險、奸詐等負面評價，但即使只是偶一為之，耍心機都會損害一個人的誠信並使人永久失去原有的純真；且雖然人們常常說女生愛耍心機，且耍心機以及女生的關聯是刻板印象之一，但實際上不能隨便認定特定性別或特定族群的人更愛耍心機或更善於耍心機。